# کالمان سپشی
کالمان سِپِشی (مجاری: Kálmán Szepesi) یک بازیکن تنیس روی میز اهل مجارستان است که در مسابقات کشوری و بین‌المللی در مجموع برنده ۲ مدال طلا، ۲ مدال نقره، ۱ مدال برنز شده‌است.